# Pożar Moskwy (1571)
Pożar Moskwy – pożar wybuchł w maju 1571 r. w Carstwie Rosyjskim, gdy wojska chana krymskiego Dewleta I Gireja najechały Moskwę. 24 maja podpaliły przedmieścia, a nagły podmuch wiatru przeniósł ogień do miasta powodując pożary.
Według Heinricha von Stadena, Niemca w służbie Iwana IV Groźnego, w ciągu sześciu godzin spłonął Kreml, pałac Opriczniny i przedmieścia Moskwy.
Wielu mieszkańcom nie udało się uciec przed zagładą, inni chronili się w kamiennych cerkwiach, ale i one waliły się od pożaru lub natłoku ludzi. Ludzie wskakiwali do rzeki Moskwy, ale wielu z nich utonęło. Wybuchły składy prochu strzelniczego. Wielu ludzi udusiło się w piwnicach z braku powietrza.
Car rozkazał, by leżące na ulicach trupy wrzucać do rzeki. Historycy oceniają liczbę ofiar na 10 do 80 tysięcy. Chan próbował powtórzyć najazd w 1572 r., ale poniósł klęskę w bitwie pod Mołodią, 50 wiorst (ok. 53 km) na południe od Moskwy (od 26 lipca do 2 sierpnia 1572 r.).